# Naqsh-e Rajab
Naqsh-e Rajab (en persa:نقش رجب, «el cuadro de Rajab»; Rajab es un personaje desconocido) es el nombre moderno de un conjunto de cuatro bajorrelieves sasánidas del siglo III. El yacimiento arqueológico se encuentra a 3 km al norte de Persépolis y en las proximidades de Naqsh-e Rostam, en Fars, en Irán.
Los bajorrelieves están en las paredes de una cavidad rocosa formando un cuadrado abierto hacia el oeste. Las cabezas de las figuras divinas y reales fueron martilleadas después de la conquista árabe de Irán.

## Desfile de Sapor I
En la roca norte, el primer bajorrelieve muestra a Sapor I en su corcel. La cabeza del rey ha sido martilleada, pero se distingue claramente la corona, que permite su identificación, y el corimbo, el adorno en forma de globo sobre ella. El caballo lleva muchas cintas, así como dos borlas colgando en sus flancos, que se encuentran asimismo en las representaciones de Naqsh-e Rostam. Detrás del rey hay nueve personajes, identificados como los hijos de Sapor, al menos tres de ellos, porque llevan diademas y el resto son nobles. El personaje situado inmediatamente detrás de Sapor es probablemente su hijo y heredero Ormuz I. Llevan cada uno de los signos distintivos en su tocado (el más visible es una especie de trisquel), y los detalles de su vestimenta son todos diferentes.
El pecho del caballo tiene una inscripción trilingüe en pahlaví parto, pahlaví medio-persa y griego: "Este es el retrato del devoto de Ahura-Mazda, el dios Shapur, rey de reyes de Irán y Anirán, de origen divino, hijo del devoto de Ahura-Mazda, el dios Ardeshir, rey de reyes de Irán, de origen divino, el nieto del dios Papak, el rey."
Este bajorrelieve se fecha al inicio del reinado de Sapor, alrededor del año 250 o incluso antes, puesto que ningún enemigo es pisoteado por el caballo, lo que podría indicar su realización antes de la victoria en 244 sobre Filipo el Árabe.

## Investidura de Ardacher I

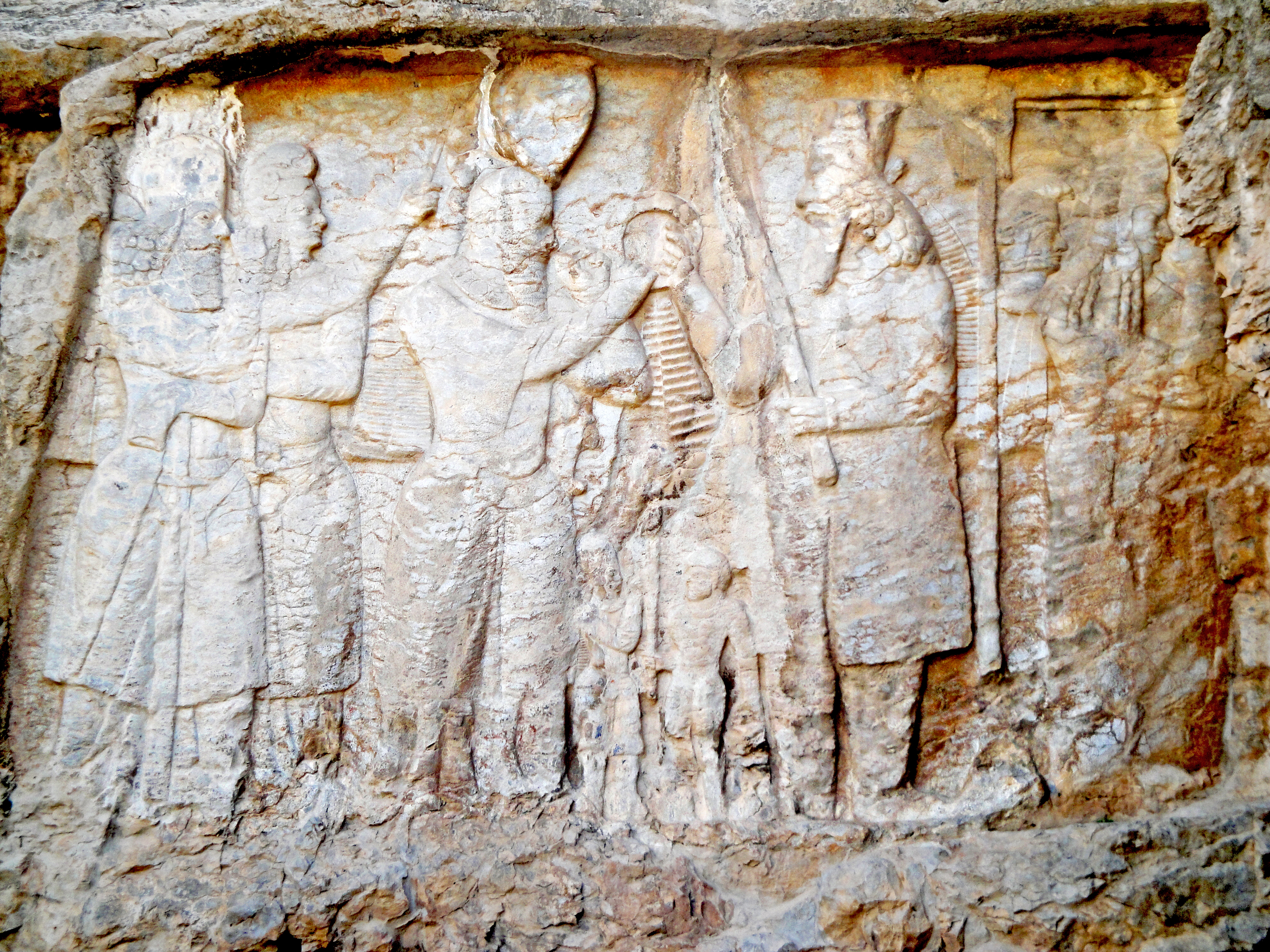
investidura de Ardacher I.

Es uno de los bajorrelieves sasánidas más antiguos, tal vez el primero: la investidura de Ardacher I. El rey, a la derecha, recibe el farshang (o cydaris, anillo de la energía) y la diadema de manos de Ahura Mazda, que mantiene en su mano izquierda el barsom y lleva su típica diadema almenada. Ardacher tiene su mano izquierda sobre la boca, en señal de respeto al dios. El personaje con un tocado alto y un tiara detrás del rey es probablemente su hijo Sapor; al fondo, un siervo sostiene un espantamoscas sobre la cabeza del rey. Sapor tiene su mano derecha levantada con el dedo índice doblado en dirección al rey, en señal de respeto a este. Entre el rey y el dios hay dos pequeños personajes: el de la izquierda es quizás Ormuz I, nieto de Ardacher y el de la derecha, que sostiene un objeto en forma de maza, tal vez un cetro real, una deidad o un devoto de Ahura Mazda.
El rey no es el personaje más grande del bajorrelieve, Ahura Mazda, así como Sapor parecen superarlo: es la regla de isocefalia en la obra, lo importante es alinear la parte superior de la cabeza o los tocados.
Este bajorrelieve es único ya que también muestra a la derecha, dos mujeres. Probablemente se trata de la esposa o la madre de Ardacher, acompañada de una sirvienta. Las dos mujeres dan la espalda a la escena de la investidura, de donde están separadas por una columna, y parecen estar dentro de una habitación. Los cabellos de la reina están peinados en rizos caídos y lleva un sombrero sasánida con una didadema. Tiene su mano sobre la boca en la misma actitud que Ardacher. La criada lleva un gorro frigio, terminado con una pequeña cabeza de cabra. El único otro bajorrelieve que muestra una figura femenina está en Taq-i Bostan, pero se trata de Anahita, una divinidad. 
Cerca de este bajorrelieve se encuentra una breve inscripción en pahleví, muy deteriorada: "La fe zoroástrica se había hundido; Yo, el rey de reyes, la he restaurado."

## Kartir

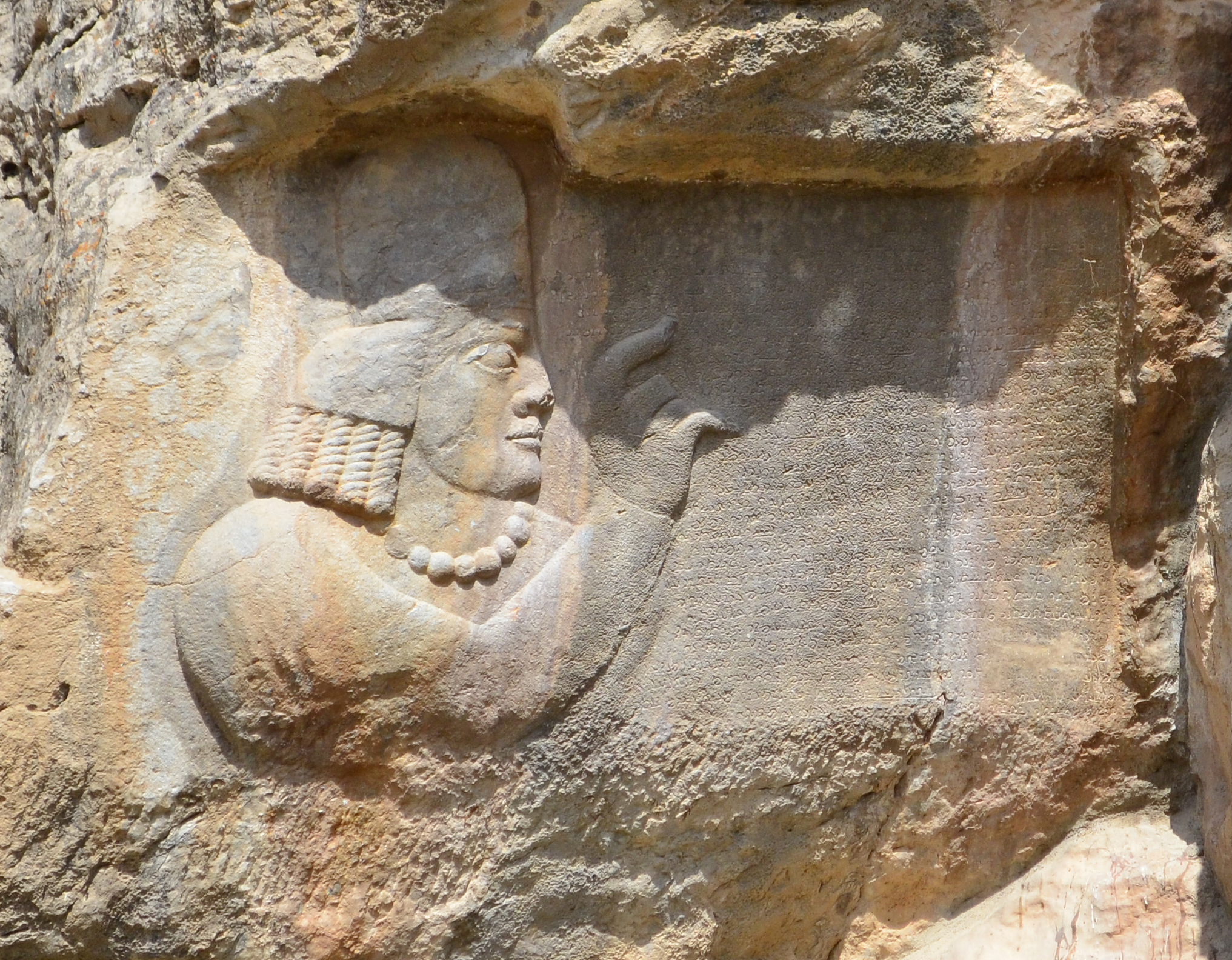
El gran sacerdote Kartir y su inscripción.

A la izquierda de la investidura de Ardacher se añadió un pequeño bajorrelieve que representa en lo alto el busto del mobad-e mobaden (sumo sacerdote) Kartir, representado de perfil con la mano levantada y el dedo índice recurvado en señal de respeto. Es el único personaje no perteneciente a la realeza que figura en un bajorrelieve sasánida. Kartir sirvió como sumo sacerdote bajo de Sapor I, Bahram I y Bahram II.
Una inscripción en pahleví detalla su ascensión, y cómo como gran sacerdote purificó la religión y libró la región de herejes, con fuego y espada. Entre los perseguidos estaban probablemente Mani, el fundador de la secta religiosa de maniqueísmo y sus seguidores, así como judíos y cristianos. Es la versión corta de un texto que se encuentra en otros tres lugares de Irán (en Sar Mashhad, y dos veces en Naqsh-e Rostam):

## Investidura de Sapor I

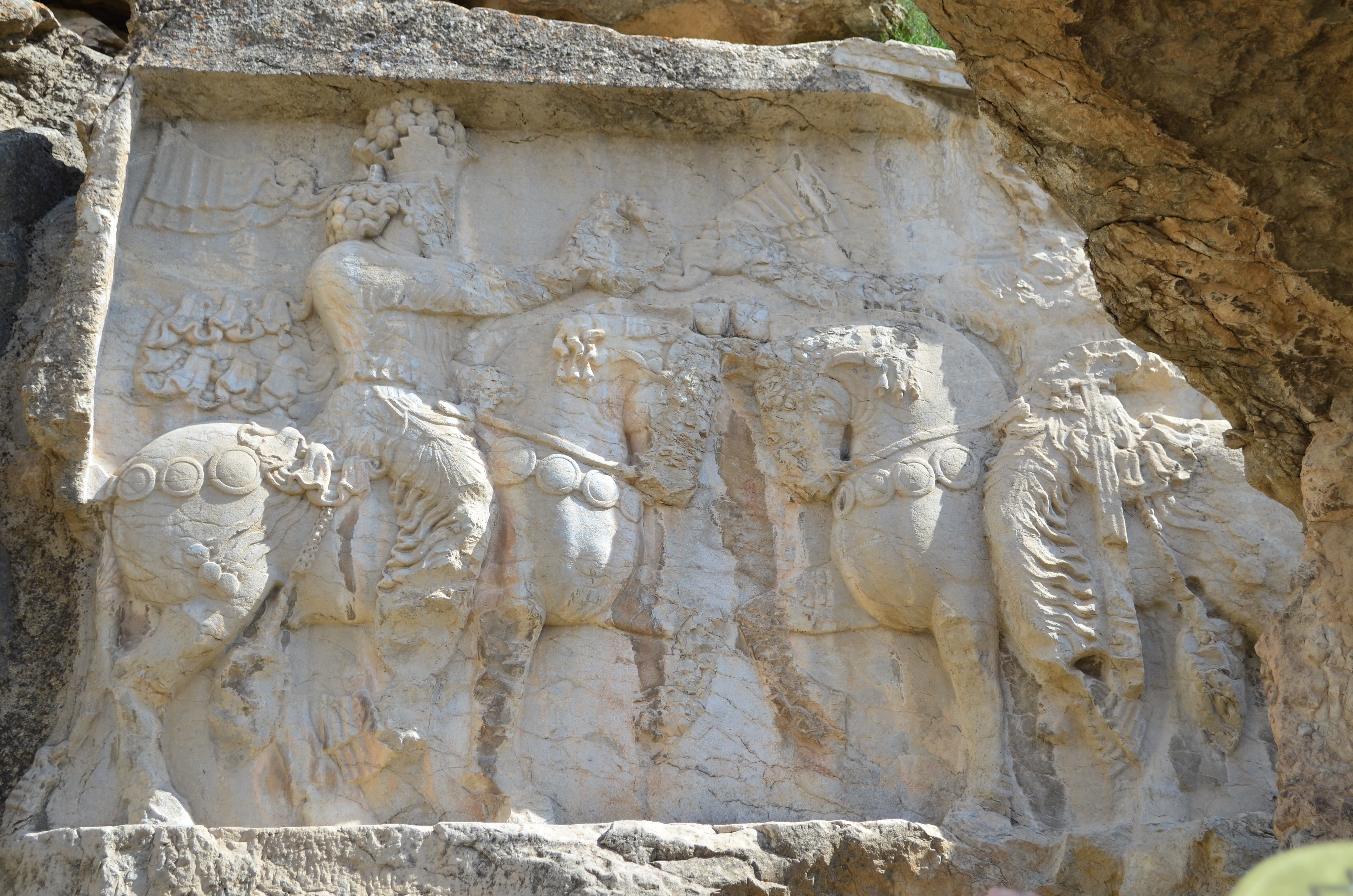
Investidura de Sapor I.

Esta escena está esculpida en la roca meridional. Se trata de una investidura a caballo. Sapor a la derecha, recibiendo el farshang y la diadema de Ahura Mazda, a la izquierda. Aquí Sapor no porta corimbo. 
Este bajorrelieve probablemente fue ejecutado inmediatamente después de su ascenso al trono el 20 de marzo del 242. Además de la del rey y el dios, también se martillearon las cabezas de los caballos.